# Chemiepokal
Der Chemiepokal war ein internationales Boxturnier (höchste AIBA-Kategorie) im olympischen Boxen, das von 1970 bis 2018 jährlich in Halle (Saale) stattfand und vom Deutschen Boxsport-Verband (DBV) veranstaltet wurde.  2016 kehrte die Veranstaltung zu ihren „Wurzeln“ nach Halle-Neustadt zurück und wurde in der Erdgas Sportarena ausgetragen. Die geplante Veranstaltung im Jahr 2019 musste aus finanziellen Gründen abgesagt werden.

## Geschichte
Um die Olympischen Boxer besser auf den Modus von Großveranstaltungen wie den Olympischen Spielen, Welt- und Europameisterschaften vorbereiten zu können, wurde in den 60er Jahren international verstärkt dazu übergegangen, Turniere zu veranstalten. Das Boxen in nationalen Ligen oder einzelnen Ländervergleichen wurde den Anforderungen des Turnierrhythmus nicht gerecht. Dieser Trend wurde 1969 auch von den Funktionären der Boxabteilung des SC Chemie Halle erkannt und fand mit dem Vorschlag zur Ausrichtung eines internationalen Amateurturniers in Halle auch rasch Unterstützung, war man doch in der DDR bemüht, durch sportliche Leistungen dem Staat zu internationalem Ansehen zu verhelfen. So wurde schließlich am 5. August 1970 das I. Internationale Boxturnier um den Chemiepokal Halle mit 82 Boxern aus zehn Nationen in der Eissporthalle ausgetragen.
Die Bezeichnung Chemiepokal leitet sich von der zur damaligen Zeit massiv durch chemische Industrie bestimmten Region um Halle und seinen Wurzeln im Verein SC Chemie Halle her.
Nach der Wiedervereinigung war die Zukunft des Turniers infrage gestellt, da es nicht mehr staatlich getragen wurde und somit finanzielle Unterstützung durch Sponsoren benötigte, was sich in der Anfangszeit schwierig gestaltete. 1991 wurde das Turnier wegen des Golfkrieges erstmals abgesagt. Im Jahr 2010 konnte der kalkulierte Etat von 100.000 Euro nicht aufgebracht werden, so dass der Wettbewerb zum zweiten Mal in seiner Geschichte nicht stattfinden konnte. 2019 erfolgte das endgültige Aus, aus den gleichen Gründen wie 2010.

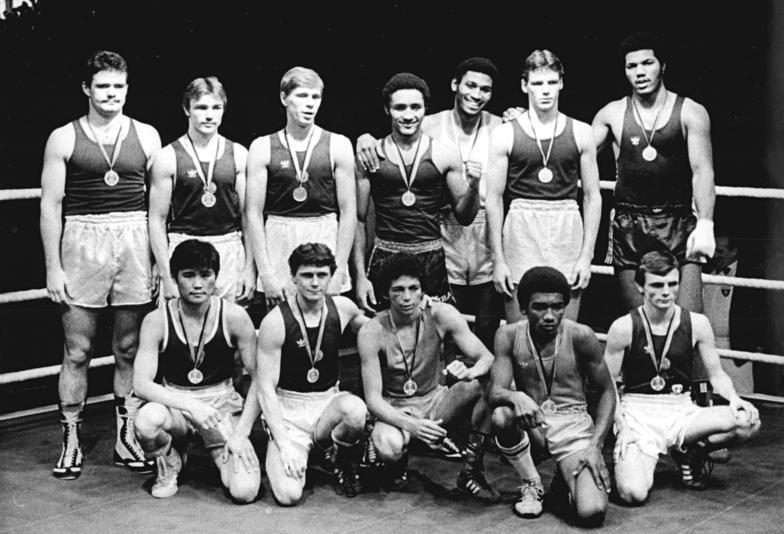
Pokalsieger 1983

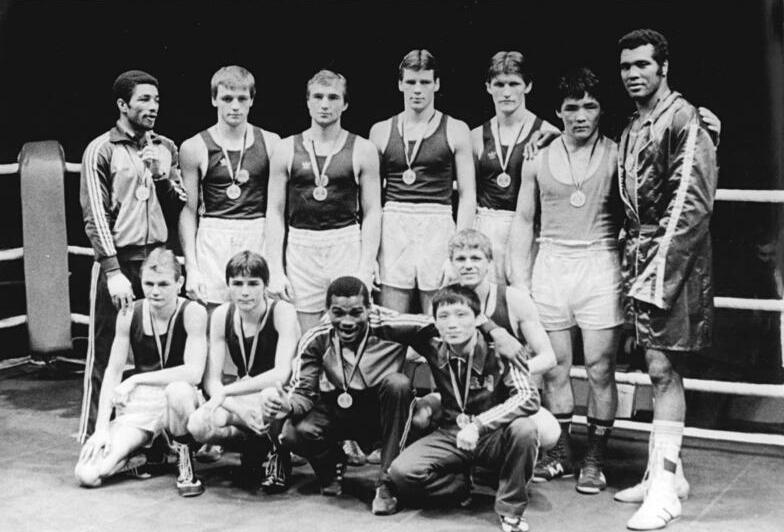
Pokalsieger 1984

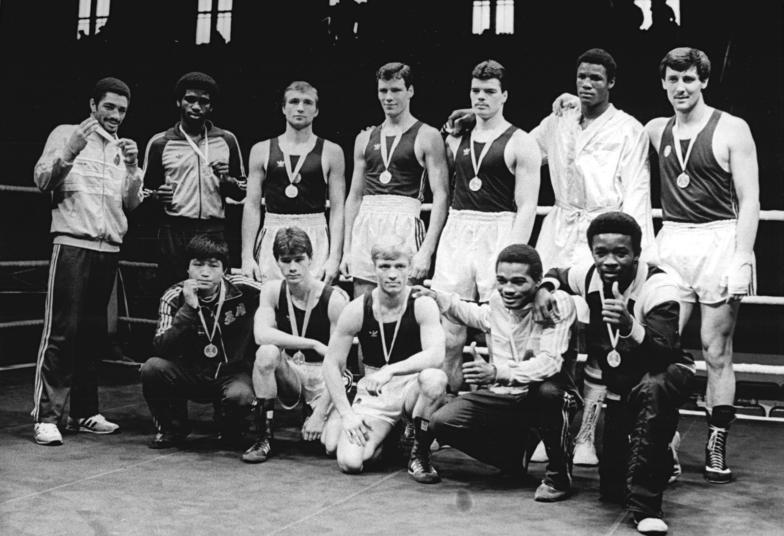
Pokalsieger 1985

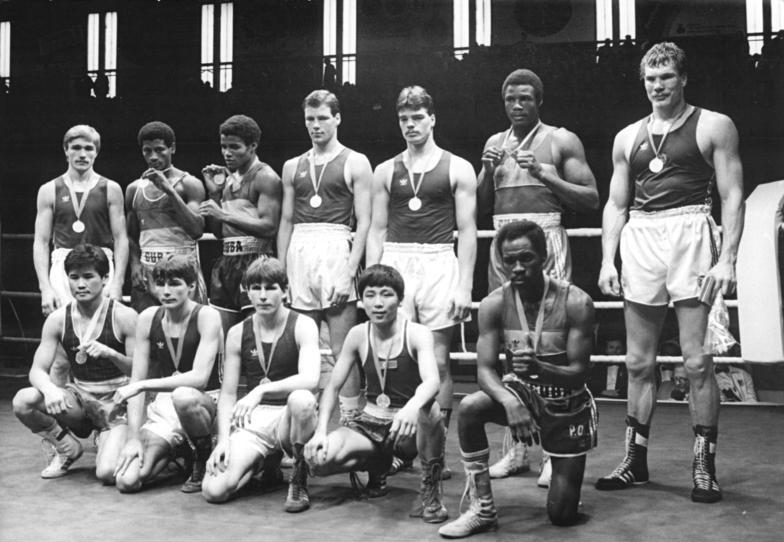
Pokalsieger 1986

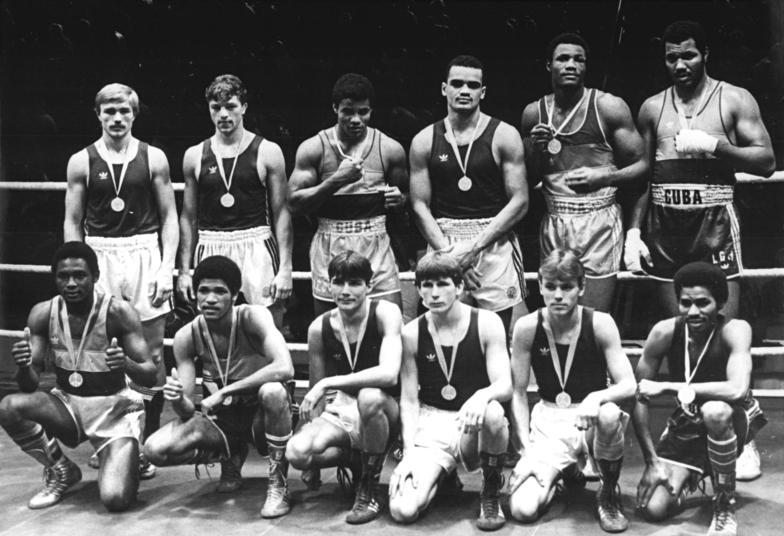
Pokalsieger 1987

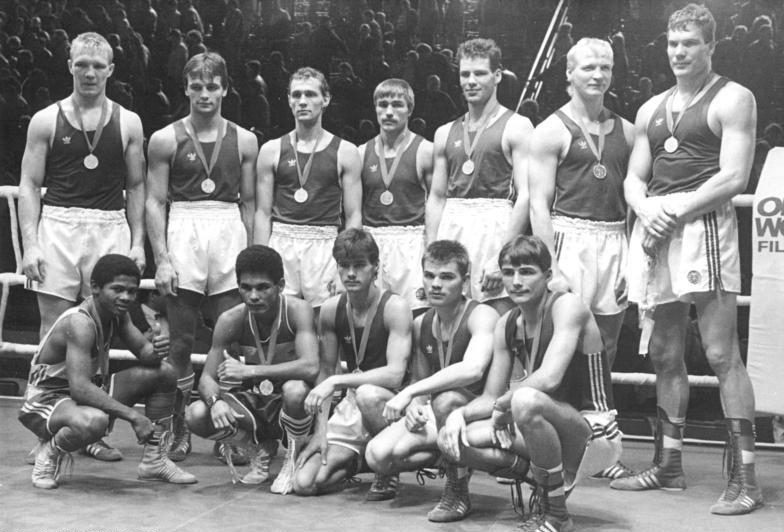
Pokalsieger 1989

### Neustart 2011
Ende 2010 wurde vom Deutschen Boxverband (DBV) und dem Landes-Amateur-Box-Verband (LABV) ein neuer Ausrichter für den Chemiepokal gesucht und mit dem KSC Halle 08 e. V. ein neuer Ausrichter des traditionsreichen Turnier gefunden.
DBV-Sportdirektor Michael Müller lobte das Engagement des KSC Halle, der mit viel Engagement und neuen Impulsen dem international beachteten Traditionsturnier seine historisch verankerte Bedeutung zurückgeben wolle. Um das Niveau der Kämpfe machten sich der DBV und KSC-Vorsitzender Rene Müller keine Sorgen: „Wir mussten die Teilnehmerzahl reduzieren, weil uns für mehr Kämpfe nicht die Zeit zur Verfügung steht“, erklärte der Sportdirektor des DBV Michael Müller, „… das heisst aber auch, dass die Teilnehmerländer nur ihre besten Boxer ins Turnier schicken. Wir erwarten Kämpfe auf allerhöchstem Niveau.“ Nach über 40-jähriger Geschichte gab es 2001 Jahr auch ein Novum. Erstmals stiegen Frauen beim Chemiepokal in den Ring. Deutschland stellte zudem gleich zwei Nationalteams. DBV-Sportdirektor Müller sah die deutschen Boxer bestens vorbereitet: „Für unsere Boxer geht es um die Teilnahme an den Weltmeisterschaften in Baku.“

#### Teilnehmerländer 2011
- Australien
- Volksrepublik China
- Deutschland
- Großbritannien
- Israel
- Litauen
- Polen
- Russland
- Türkei
- Usbekistan

Zudem sollten die Boxverbände aus den Niederlanden und aus Rumänien am Chemiepokal 2011 teilnehmen, diese wurden aber durch den Box-Weltverband AIBA suspendiert und dürfen aus diesem Grund nicht am Turnier teilnehmen.

## Teilnehmer
Da es den Athleten sozialistischer Staaten nicht erlaubt war, ihren Sport professionell auszuüben, konnte man immer die besten Boxer der erfolgreichsten Nationen des Amateurboxens beim Chemiepokal antreten sehen. Dazu gehören vor allem viele Olympiasieger und Weltmeister aus Kuba und der Sowjetunion. Auch nach dem Zusammenbruch des Sozialismus in Europa ist das Teilnehmerfeld weiterhin hauptsächlich von den Athleten der ehemaligen Ostblockstaaten bestimmt.

### Bekannte Turniersieger im Chemiepokal
| Bild | Name                  | Sieger in Gewichtsklasse  | Siegesjahr(e)                          | Nation                 |
| --- | --------------------- | ------------------------- | -------------------------------------- | ---------------------- |
| Sept. 2008 | Enchbatyn Badar-Uugan | Bantam                    | 2006                                   | Mongolei               |
| November 2016 | Georgi Balakschin     | Fliegen                   | 2006                                   | Russland               |
| März 2009 | Markus Beyer          | Halbmittel                | 1995                                   | Deutschland            |
| April 2010 | Lucian Bute           | Halbschwer                | 2003                                   | Rumänien               |
| | Willy Blain           | Leicht                    | 1996                                   | Frankreich             |
| März 1986 | René Breitbarth       | Bantam                    | 1986, 1987, 1988                       | DDR                    |
| Sept. 2008 | Roberto Cammarelle    | Superschwer               | 2008, 2009                             | Italien                |
| | Joel Casamayor        | Feder Bantam              | 1992 1996                              | Kuba                   |
| Dezember 2011 | Jack Culcay-Keth      | Welter                    | 2008, 2009                             | Deutschland            |
| März 2009 | Zsolt Erdei           | Mittel                    | 1998                                   | Ungarn                 |
| März 1988 | Ángel Espinosa        | Halbmittel Mittel         | 1986 1987, 1988                        | Kuba                   |
| 2001 | Artur Grigorian       | Leicht                    | 1994                                   | Usbekistan             |
| | Eduard Gutknecht      | Mittel                    | 2005                                   | Deutschland            |
| Harrison als WBF-Meister März 2004 | Audley Harrison       | Superschwer               | 2000                                   | Vereinigtes Königreich |
| | Ariel Hernández       | Mittel                    | 1996                                   | Kuba                   |
| | Richard Bango         | Superschwer               | 1992                                   | Nigeria                |
| Kaden im März 1989 | Ulli Kaden            | Superschwer               | 1982, 1986, 1989                       | Deutschland            |
| | Mario Kindelán        | Leicht                    | 2004                                   | Kuba                   |
| Januar 2009 | Vitali Klitschko      | Superschwer               | 1995                                   | Ukraine                |
| | Sebastian Köber       | Schwer                    | 2001                                   | Deutschland            |
| | Stefan Köber          | Schwer                    | 2009                                   | Deutschland            |
| April 2016 | Matwei Korobow        | Mittel                    | 2006                                   | Russland               |
| August 2009 | Steven Küchler        | Leicht Halbwelter Welter  | 1996 1995, 1997, 1998 1999, 2000, 2001 | Deutschland            |
| | Luan Krasniqi         | Schwer                    | 1995                                   | Kosovo                 |
| | Jewgeni Makarenko     | Mittel                    | 1983, 1984, 1985, 1986, 1989           | Russland               |
| Februar 2008 | Henry Maske           | Mittel                    | 1983, 1984, 1985, 1986, 1989           | Deutschland            |
| Januar 2019 | Torsten May           | Halbschwer                | 1993                                   | Deutschland            |
| 12.3.1982 Halle: XI. Internationales Chemiepokal-Boxturnier – Der 19-jährige DDR-Vizemeister Siegfried Mehnert (re.) lieferte im Leichtgewichts-Halbfinale am 11.3. dem 25-jährigen kubanischen Landesmeister, Ex-Weltmeister und Olympiasieger von Moskau, Angel Herrera (l.), einen packenden Kampf und siegte überraschend nach Punkten (4:1). | Siegfried Mehnert     | Leicht                    | 1982                                   | Deutschland            |
| Dezember 2007 | Dariusz Michalczewski | Halbschwer                | 1994                                   | Polen, Deutschland     |
| | René Monse            | Schwer                    | 1994                                   | Deutschland            |
| Ottke (hinten Mitte, neben Henry Maske) 1989 beim 20. TSC-Turnier in Berlin | Sven Ottke            | Halbschwer                | 1994                                   | Deutschland            |
| März 2011 | Alexander Powernow    | Schwer                    | 2005, 2006, 2007                       | Deutschland            |
| Oktober 2018 | Kubrat Pulew          | Superschwer               | 2006, 2007                             | Bulgarien              |
| | Rustam Rahimov        | Bantam                    | 2007, 2008                             | Deutschland            |
| November 2011 | Guillermo Rigondeaux  | Bantam                    | 2001, 2002, 2003, 2004, 2005           | Kuba                   |
| Rudolph 1989 in Halle, 18. Chemiepokal | Marco Rudolph         | Feder Leicht              | 1989 1992, 1992, 1995                  | Deutschland            |
| | Alexis Rubalcaba      | Superschwer               | 1996, 1998                             | Kuba                   |
| Oktober 2016 | Clemente Russo        | Schwer                    | 2008                                   | Italien                |
| Oktober 2012 | Serik Säpijew         | Halbwelter, Weltergewicht | 2007, 2012                             | Kasachstan             |
| Savon (re.) kämpft 1987 in Halle/Saale gegen Michael Ernsz | Félix Savón           | Schwer                    | 1985, 1986, 1987, 1996                 | Kuba                   |
| | Bert Schenk           | Mittel                    | 1992, 1994, 1995                       | Deutschland            |
| 2005 | Wassili Schirow       | Halbschwer                | 1995, 1996                             | Kasachstan             |
| Schmitz (re.) gegen Michael Gusnick, 1989. | Torsten Schmitz       | Welter Halbmittel Mittel  | 1984 1988, 1989 1990                   | Deutschland            |
| Schulz am 11. August 2007 beim Schlecker Cup in Ehingen | Axel Schulz           | Schwer                    | 1989                                   | Deutschland            |
| | Norman Schuster       | Leicht Halbwelter         | 1999, 2000 2002                        | Deutschland            |
| | Wolodymyr Sydorenko   | Fliegen                   | 1998                                   | Ukraine                |
| | Odlanier Solís        | Schwer                    | 2002, 2003, 2004                       | Kuba                   |
| Oktober 1985 | Teófilo Stevenson     | Schwer Superschwer        | 1972, 1979 1984                        | Kuba                   |
| April 2005 | Vitali Tajbert        | Feder                     | 2002, 2003                             | Deutschland            |
| | Bert Teuchert         | Schwer                    | 1990, 1992, 1993                       | DDR, Deutschland       |
| Tews 1990 | Andreas Tews          | Fliegen                   | 1987                                   | Deutschland            |
| März 2008 | Michael Timm          | Halbmittel                | 1984, 1985                             | Deutschland            |
| | Oktay Urkal           | Halbwelter                | 1993, 1994                             | Deutschland            |
| | Mario Veit            | Halbmittel                | 1994                                   | Deutschland            |
| | Lukas Wilaschek       | Mittel                    | 2004                                   | Deutschland            |
| Manfred Wolke, 1983 | Manfred Wolke         | Welter                    | 1970                                   | Deutschland            |
| Andreas Zülow (li.) gewinnt am 16. April 1989 in Bangkok den King’s Cup durch einen Finalsieg über den Kenianer Patrick Waweru | Andreas Zülow         | Bantam Leicht Halbwelter  | 1981, 1984 1988, 1989 1990             | Deutschland            |
| | Zoltan Lunka          | Fliegen                   | 1993, 1994, 1995                       | Deutschland            |